# Atlantitermes
Atlantitermes  (лат.) — род носатых термитов Южной Америки. Обнаружены в Бразилии, Гайане, Панаме. 7 видов. Мелкие термиты, длина желтоватой головы крупных рабочих (солдат) составляет 0,9—1,7 мм. Усики состоят из 11-12 члеников. На голове развиты очень мелкие или микроскопические волоски. Верх головы с 4 щетинками у основания носового выступа.
- Atlantitermes guarinim Fontes, 1979 typus — Бразилии
- Atlantitermes osborni (Emerson, 1925) — Бразилия, Гайана
  - =Nasutitermes (Subulitermes) osborni Emerson, 1925
- Atlantitermes kirbyi (Snyder, 1926) — Панама
  - =Nasutitermes (Subulitermes) kirbyi Snyder, 1926
- Другие виды